# Xiaoqi (sockenhuvudort i Kina, Henan Sheng, lat 33,92, long 113,06)
Xiaoqi är en sockenhuvudort i Kina. Den ligger i provinsen Henan, i den centrala delen av landet, omkring 110 kilometer sydväst om provinshuvudstaden Zhengzhou. Antalet invånare är 34 755. Befolkningen består av 16 616 kvinnor och 18 139 män. Barn under 15 år utgör 20,0 %, vuxna 15-64 år 69 %, och äldre över 65 år 9,0 %.
Runt Xiaoqi är det mycket tätbefolkat, med 2 261 invånare per kvadratkilometer. Närmaste större samhälle är Jia Xian Chengguanzhen, 14,8 km öster om Xiaoqi. Trakten runt Xiaoqi består till största delen av jordbruksmark.
Genomsnittlig årsnederbörd är 819 millimeter. Den regnigaste månaden är september, med i genomsnitt 157 mm nederbörd, och den torraste är januari, med 5 mm nederbörd.